# Fritz Ihlau

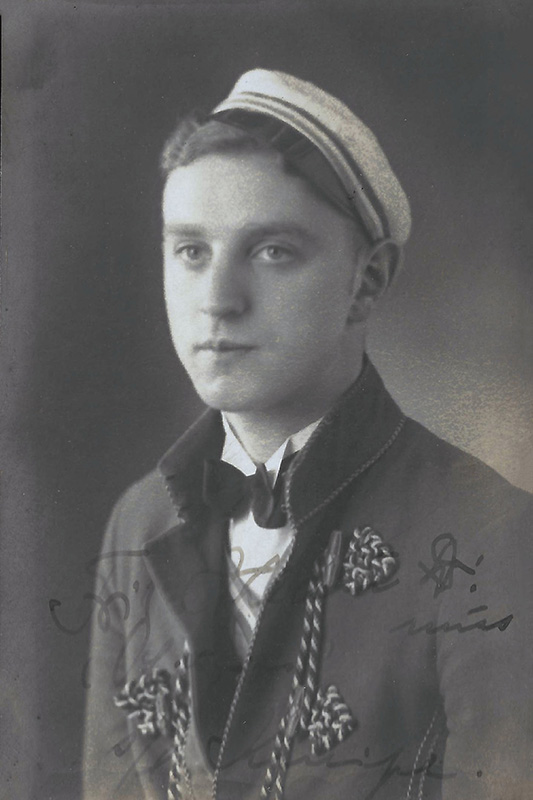
Fritz Ihlau als Marburger Wingolfit

Fritz Ihlau (* 28. August 1909 in Hannover; † 7. Mai 1995 in Köln) war ein deutscher Komponist. Er komponierte auch unter dem Pseudonym Fred Langen, insbesondere rhythmisch modernere Werke.

## Leben
Sein Studium der Musik-, Literatur- und Theaterwissenschaft absolvierte er von 1930 bis 1935 an den Universitäten in Marburg und in München, das er mit der Promotion zum Dr. phil. abschloss. Zum 1. Mai 1932 trat er in die NSDAP ein (Mitgliedsnummer 1.171.679). sowie der christlichen Studentenverbindung Marburger Wingolf bei. 1941 heiratete Ihlau die Schauspielerin Ursula Salewski, beider Sohn ist Olaf Ihlau.
Im Bereich Musik studierte er Kontrapunkt und Komposition bei Hans Stieber. Bereits als Student konzertierte er unter der Leitung von Otto Ebel von Sosen und spielte Rundfunkaufnahmen unter der Leitung von Karl List ein. 
Im Anschluss an das o. g. Studium absolvierte er die Tonmeisterschule in Frankfurt. Ihlau spezialisierte sich als Musikberater und Redakteur und war an den Rundfunkanstalten in Hannover und am Reichssender Königsberg tätig. Nach dem Zweiten Weltkrieg war er in Traunstein / Oberbayern als freier Journalist tätig. 1950 wechselte er als Tonmeister zum WDR nach Köln und wurde dort 1961 zusätzlich zum Haupt-Programmgestalter berufen.
Anfang der 70er Jahre geriet Ihlau zusammen mit einigen seiner WDR-Kollegen in die Kritik, als aufgedeckt wurde, dass die Musikprogramme der ARD-Hörfunksender von zuständigen Redakteuren, die sich unter Pseudonymen als Schlagertexter und -komponisten betätigten, zu eigenen Gunsten beeinflusst wurden.
1975 wurde er pensioniert, blieb aber durch seine Kompositionen der Musikwelt erhalten. Ihlaus Œuvre beinhaltet eine Operette, ein Ballett, Kirchenmusik, Lieder, Chorwerke und Orchesterstücke.

## Werke

### Werke für Orchester
- Auf der Alm – Kurpark-Bummel Intermezzo
- Zigeuner Rhapsodie (Gipsy-Rhapsody)
- Kleine Episode für Salonorchester
- Romantische Ouvertüre für großes Orchester (1933)
- Serenade für Flöte, Oboe und Streichorchester (1942)

### Werke für Blasorchester
- 1965 Festlicher Aufklang
- 1983 Bergische Ouvertüre
- 1983 Romantisches Zwischenspiel
- 1984 Festliche Trompeten Intrada
- Bergischer Marsch
- Gut Gelaunt
- Sentimental Dreams
- Vier ernste Weisen

### Messen und geistliche Musik
- St. Georg's Messe in e-Moll (Wißkirchen) für gemischten Chor, Sopransolo und Orgel
- Weihnachtslieder-Suite für Solisten (STB), Chor 1 (SSA), Chor 2 (TTBB) und Orchester ad libitum oder Klavier

### Bühnenwerke
- 1942 Das Zauberschloss Operette

### Chorwerke
- Frühlingsspaziergang
- Herr Wirt habt ihr noch kühlen Wein